# GWSN
GWSN (coréen : 공원소녀 ; RR : Gongwon Sonyeo), également connu sous le nom de Girls in the Park (Les Filles dans le Parc), est un groupe de filles multinational sud-coréen formé en 2018 par Kiwi Pop (maintenant connu sous le nom de The Wave Music). Le groupe est composé de sept membres : Miya, Seokyoung, Seoryoung, Anne, Minju, Soso et Lena, et a fait ses débuts le 5 septembre 2018 avec le titre Puzzle Moon de leur EP The Park in the Night. Part One.

## Nom
GWSN est une abréviation de Gongwon Sonyeo. Le groupe décrit le gongwon (lit. parc) comme un endroit « où n'importe qui, homme ou femme, vieux ou jeune, peut aller et s'amuser, guérir ses blessures et rêver ». L'abréviation a également une signification distincte en anglais, G représentant Ground (sol) et WSN représentant les marqueurs directionnels West (Ouest), South (Sud) et North (Nord la signification étant que le groupe veut tendre la main aux gens de toutes les nationalités,,. « Gong-won » peut également être traduit par « gong », qui signifie zéro en coréen, et « won », qui représente le mot anglais One, ce qui signifie que lorsque les sept membres se réuniront, ils ne feront qu'un pour toujours,.

## Histoire

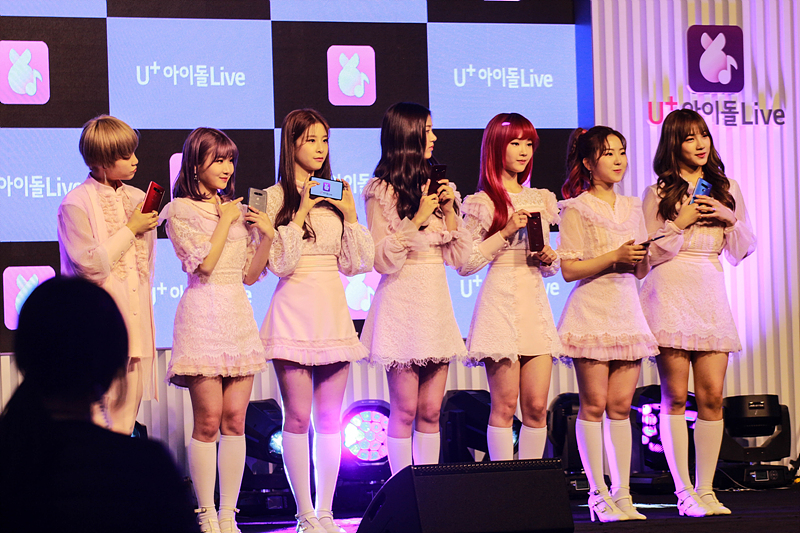
Miya, Seoryoung, Minju, Lena, Anne, Seokyoung, SoSo, le 20 octobre 2018 lors du concert U+Idol Live

### 2018-2019: débuts avec la sérieThe Park in the Night
Le 14 juin 2018, Kiwi Pop, une filiale de Kiwi Media Group, publie un teaser pour leur premier groupe féminin nommé GWSN et l'ouverture de leurs comptes de médias sociaux avec comme date de dévoilement le 18 juin 2018. Peu de temps après, les membres sont révélés avec une courte vidéo et une image en commençant par Minju, suivie de Lena, Anne, Soso, Seoryoung, Miya et enfin Seokyoung, qui était une ancienne concurrente de la série télévisée Produce 101 de Mnet, où elle est arrivée à la 30e place.
Afin d'augmenter leur popularité avant leurs débuts, le groupe organise plusieurs événements de rue dans des espaces publics dans toute la Corée du Sud, s'est produit dans des collèges et des lycées, ainsi que des événements vidéo en direct sur leur page Facebook et a posté des reprises de danse de chansons populaires sur leur YouTube.
Le 8 juillet, Mnet annonce une émission de télé-réalité nommée Got Ya! GWSN mettant en vedette tous les membres de GWSN,.
Le 5 septembre 2018, GWSN fait ses débuts avec l'EP The Park in the Night Part One avec comme premier single, Puzzle Moon. Elles tiennent ensuite leur premier showcase au Yes24 Live Hall, à Séoul, en Corée du Sud. Elles font officiellement leurs débuts dans le programme musical coréen M Countdown le 6 septembre.
Le 13 mars 2019, GWSN publie son deuxième EP The Park in the Night Part Two, avec comme premier single Pinky Star (Run).
GWSN sort son premier album studio The Park in the Night Part Three avec pour premier single Red-Sun (021) le 23 juillet, qui a été financé grâce à la contribution des fans sur Makestar, où un total de 27 491,03 $ US a été collecté.

### 2020-présent:The KeyetThe Other Side of the Moon
Le 17 janvier 2020, il est annoncé que la membre Soso doit faire une pause en raison d'une rupture du ligament de la cheville et que le groupe continuera la promotion à six. Le 3 avril 2020, il est publié que GWSN est transféré sur un nouveau sous-label du Kiwi Media Group dénommé MILES. Le groupe fait son retour le 28 avril avec son troisième EP The Keys et sa chanson titre Bazooka !, sans Soso.
Censé sortir son quatrième EP The Other Side of the Moon et son premier single Like It Hot le 20 mai 2021, la date de sortie de l'album est repoussée au 26 mai. Le groupe est transféré à The Wave Music, qui s'appelait auparavant Kiwi Media Group.
Le 22 janvier 2023, il est publié par plusieurs médias que les contrats exclusifs des sept membres avec The Wave Music ont été résiliés le 12 de ce mois par le tribunal du district central de Séoul,.

## Membres
- Miya (미야)
- Seokyoung (서경)
- Seoryoung (서령)
- Anne (앤)
- Minju (민주)
- Soso (소소)
- Lena (레나)

## Discographie

### EPs
| Titre                            | Détails de l'album                                                                                        | Meilleur classement | Ventes        |
| Titre                            | Détails de l'album                                                                                        | COR                 | Ventes        |
| -------------------------------- | --- | ------------------- | ------------- |
| The Park in the Night Part One   | - Sortie : 5 septembre 2018 - Label : Kiwi Pop, Kiwi Media Group - Formats : CD, téléchargement numérique | 12                  | - COR : 9 301 |
| The Park in the Night Part Two   | - Sortie : 13 mars 2019 - Label : Kiwi Pop, Kiwi Media Group - Formats : CD, téléchargement numérique     | 11                  | - COR : 7 703 |
| The Park in the Night Part Three | - Sortie : 23 juillet 2019 - Label : Kiwi Pop, Kiwi Media Group - Formats : CD, téléchargement numérique  | 13                  | - COR : 6 373 |
| The Keys                         | - Sortie : 28 avril 2020 - Label: Miles Divertissement - Formats : CD, téléchargement numérique           | 6                   | - COR : 6 879 |
| The Other Side of the Moon       | - Sortie : 26 mai 2021 - Label : The Wave Music - Formats : CD, téléchargement numérique                  | 18                  | - COR : 8 626 |

### Singles
| Titre | Année | Meilleur classement | Ventes (DL) | Album                            |
| Titre | Année | KOR                 | Ventes (DL) | Album                            |
| --- | ----- | ------------------- | ----------- | -------------------------------- |
| Puzzle Moon (퍼즐문)                                                                                     | 2018  | —                   | NC          | The Park in the Night Part One   |
| Pinky Star (Run)                                                                                         | 2019  | —                   | NC          | The Park in the Night Part Two   |
| Red-Sun (021)                                                                                            | 2019  | —                   | NC          | The Park in the Night Part Three |
| Bazooka!                                                                                                 | 2020  | —                   | NC          | The Keys                         |
| Like It Hot                                                                                              | 2021  | —                   | NC          | The Other Side of the Moon       |
| "—" désigne les versions qui n'ont pas été répertoriées ou qui n'ont pas été publiées dans cette région. |       |                     |             |                                  |

### Apparition dans une bande originale de film
| Chanson         | Année | Membres)               | Album                                   |
| --------------- | ----- | ---------------------- | --------------------------------------- |
| Oh Lady Go Lady | 2018  | Tous                   | Clean with Passion for Now OST Partie 2 |
| Be Your Star    | 2019  | Seoryoung, Lena (GWSN) | Touch Your Heart OST Partie 4           |
| I'm in Love     | 2019  | Tous                   | Mother of Mine OST Partie 4             |

## Vidéographie

### Clips
| Année | Titre                                     | Réalisateur(s)               | Réf.   |
| ----- | ----------------------------------------- | ---------------------------- | ------ |
| 2018  | Puzzle Moon (퍼즐문)                      | Jiyong Kim (FantazyLab)      | NC     |
| 2018  | Color Me (물들여줘) (feat. Son Dong-woon) |                              |        |
| 2019  | We Need a Change (feat. Jack Walton)      |                              |        |
| 2019  | Pinky Star (Run)                          | Jiyong Kim (FantazyLab)      | [ 29 ] |
| 2019  | Growing (for Groo)                        |                              |        |
| 2019  | Pinky Star (Run) (chorégraphie ver.)      |                              |        |
| 2019  | Red-Sun (021)                             | Korlio (August Frogs Visual) | NC     |
| 2019  | Red-Sun (021) (performance ver.)          |                              |        |
| 2019  | Total Eclipse (Black Out)                 |                              |        |
| 2020  | Bazooka!                                  | Hong Won-Ki                  |        |
| 2020  | Bazooka! (performance ver.)               | Hong Won-Ki                  |        |
| 2020  | Bazooka! (stay safe avec GWSN ver.)       |                              |        |
| 2021  | Like It Hot                               | À déterminer                 |        |

### Émissions de télévision
| Année | Titre        | Réseau |
| ----- | ------------ | ------ |
| 2018  | Got Ya! GWSN | Mnet   |

## Récompenses et nominations
| Cérémonie de remise du prix        | Année | Catégorie du prix                    | Œuvre(s)/nommé(s) | Résultat   | Ref.   |
| ---------------------------------- | ----- | ------------------------------------ | ----------------- | ---------- | ------ |
| Genie Music Awards                 | 2019  | Prix du nouvel artiste               | GWSN              | Nomination | [ 30 ] |
| Genie Music Awards                 | 2019  | Prix de la nouvelle artiste féminine | GWSN              | Nomination | [ 30 ] |
| Genie Music Awards                 | 2019  | Prix de popularité de Genie Music    | GWSN              | Nomination | [ 30 ] |
| Genie Music Awards                 | 2019  | Prix de popularité globale           | GWSN              | Nomination | [ 30 ] |
| Korea Culture Entertainment Awards | 2019  | Prix du chanteur K-Pop               | GWSN              | Lauréat    | [ 31 ] |
| MAMA Awards                        | 2018  | Meilleure nouvelle artiste féminine  | GWSN              | Nomination | [ 32 ] |
| MAMA Awards                        | 2018  | Artiste de l'année                   | GWSN              | Nomination | [ 32 ] |
| Seoul Success Awards               | 2018  | Prix de la nouvelle artiste          | GWSN              | Lauréat    | [ 33 ] |
| Soribada Best K-Music Awards       | 2020  | Prix de la meilleure étoile montante | GWSN              | Lauréat    | [ 34 ] |